# Michael Scriven
Michael Scriven (Gran Bretaña, 1928-28 de agosto de 2023) fue un académico estadounidense, titulado en matemática y doctorado en filosofía. 
Realizó contribuciones significativas en los campos de la filosofía, la psicología, el pensamiento crítico, y, sobre todo, la evaluación educativa. Ha producido más de 400 publicaciones eruditas y trabajado como revisor editorial para 42 revistas especializadas. Scriven es expresidente de la  American Educational Research Association (Asociación Americana de Investigación Educativa) y la American Evaluation Association (Asociación Americana de Evaluación). También es redactor y cofundador del Journal of Multidisciplinary Evaluation (Revista de Evaluación Multidisciplinaria).